# جرج منصور
جرج منصور (۱۹۰۵ – ۱۹۶۳) فعال حقوق کارگری فلسطینی بود. به عنوان معلم در ناصره کار کرد و در سال ۱۹۲۷ به یافا جابجا شد. به کار آزاد روی آورد و رابطه‌اش با کارگران قوی‌تر شد. منصور او یکی از چهره‌های برجسته در جنبش کارگری نوپدید فلسطین تحت قیمومیت بریتانیا بود. او دبیر انجمن کارگران عرب در یافا و از جمله فلسطینی‌هایی بود که به‌عنوان نمایندهٔ جنبش کارگری در برابر کمیسیون تحقیقات سلطنتی پیل در مورد فلسطین حاضر شد. منصور شخصیت مرکزی در اعتصاب عمومی ۱۹۳۶ بود. در سال ۱۹۳۶ کتابی به زبان انگلیسی در مورد کارگران عرب در دوران قیمومیت بریتانیا در فلسطین با عنوان «کارگران در زمان قیمومت در فلسطین» نوشت. او پس از سال ۱۹۴۸ در کمیته عالی عرب مشغول به کار شد. در سال ۱۹۵۹ به منظور حمایت از مسئله فلسطین به بیروت نقل مکان کرد و همان‌جا درگذشت.

## زندگی و پیشه
جرج منصور در سال ۱۹۰۵ در ناصره، سنجق عکا، ولایت بیروت، امپراتوری عثمانی، به دنیا آمد و تحصیلات ابتدایی خود را در زادگاهش گذراند و سپس به مدرسهٔ صهیون در قدس پیوست. او برای تحصیل در یکی از دبیرستان‌های عالی به ناصره بازگشت، اما شروع جنگ جهانی اول و تعطیلی مدارس مانع از آن شد، بنابراین او مدرک تحصیلی عالی کسب نکرد. او به عنوان معلم در شهر ناصره مشغول به کار شد و زمانی که خانواده‌اش در سال ۱۹۲۷ به یافا نقل مکان کردند، به مشاغل آزاد، ابتدا تجارت و سپس صنعت روی آورد و از روی به مسائل کارگری و تشکیلات آن‌ها علاقه‌مند شد.
جرج منصور از پیشگامان جنبش کارگری عرب در فلسطین شمرده می‌شود. فعالیت او منجر به تشکیل اولین اتحادیه کارگری در آنجا شد. علیرغم تعقیب مقامات قیمومت بریتانیا، وی از فعالیت خود کوتاه نیامد. زمانی که اعتصاب عمومی در فلسطین در سال ۱۹۳۶ اعلام شد، جرج منصور سازمان صنفی خود را در خدمت جنبش ملی قرار داد و اسباب تداوم اعتصاب بزرگ را فراهم کرد. او بیانیه‌ها را پخش می‌کرد، برای تظاهرات آماده می‌شد و به عنوان دبیر انجمن اتحادیه کارگران عرب در رهبری و هدایت آنها شرکت می‌کرد. مقامات قیمومت او را دستگیر کردند و ابتدا در عوجه الحفیر بازداشت شد و سپس به بازداشتگاه صرفند منتقل شد. او پس از پایان اعتصاب در پاییز ۱۹۳۶ آزاد شد. هنگامی که کمیسیون سلطنتی بریتانیا در ژانویه ۱۹۳۷ وارد فلسطین شد، جرج منصور یکی از کسانی بود که در برابر آن در مورد شرایط کارگران عرب در فلسطین شهادت داد و دولت قیمومیت بریتانیا را مسئول وخامت اوضاع آنها دانست. در اوایل سال ۱۹۳۷، محمد امین الحسینی به دلیل دانش گسترده و استدلال‌های قوی منصور از یک سو و ارتباط او با افراد و گروه‌های حزب کارگر در بریتانیا، او را برای مدیریت دفتر عرب فلسطین در لندن برگزید.
او قبل از جنگ جهانی دوم به فلسطین بازگشت و فعالیت کارگری خود را از سر گرفت، اما بریتانیایی‌ها نظارت بر او را تشدید کردند و سعی کردند او را دوباره دستگیر کنند، بنابراین به عراق سفر کرد. در آنجا به عنوان معلم در یکی از مدارس بغداد به مدت دو سال کار کرد و در تأسیس کمیته‌ها و انجمن‌های ملی عراق برای حمایت از فلسطین مشارکت داشت.او در زمان جنگ به فلسطین بازگشت، اما بر اساس حکومت نظامی نتوانست هیچ گونه فعالیت سیاسی و صنفی انجام دهد، به همین دلیل راهی قاهره شد تا با نوشتن مقالاتی دربارهٔ مسئلهٔ فلسطین در روزنامه‌های مصری، فعالیت جدیدی را آغاز کند. رابطهٔ او با صاحبان روزنامهٔ «المصری» تقویت شد و روزنامه در سال ۱۹۴۵ صفحات خود را به فعالیت‌ها و مقالات او اختصاص داد.
هنگامی که کمیته عالی عربی در سال ۱۹۵۹ از قاهره به بیروت نقل مکان کرد، جرج منصور به اعضای آن پیوست و بیروت را به مرکز جدیدی برای فعالیت سیاسی و ملی خود تبدیل کرد.
وی در سال ۱۹۶۳ در بیروت درگذشت و در همان‌جا به خاک سپرده شد.